# Gornji Lenart
Gornji Lenart este o localitate din comuna Brežice, Slovenia, cu o populație de 223 de locuitori.